# Attilio Nostro
Attilio Nostro (ur. 6 sierpnia 1966 w Palmi) – włoski duchowny katolicki, biskup Mileto-Nicotera-Tropea od 2021.

## Życiorys
Święcenia kapłańskie otrzymał 2 maja 1993 i został inkardynowany do diecezji rzymskiej. Pracował głównie jako duszpasterz parafialny (w latach 2011–2014 jako proboszcz parafii św. Judy Tadeusza, a w kolejnych latach jako proboszcz parafii św. Mateusza). Był także przełożonym XIX Prefektury.
19 sierpnia 2021 papież Franciszek mianował go ordynariuszem diecezji Mileto-Nicotera-Tropea. Sakry udzielił mu 25 września 2021 kardynał Angelo De Donatis.